# 20278 Qileihang
20278 Qileihang è un asteroide della fascia principale. Scoperto nel 1998, presenta un'orbita caratterizzata da un semiasse maggiore pari a 2,4273678 UA e da un'eccentricità di 0,1362671, inclinata di 3,31885° rispetto all'eclittica.